# Trite herbigrada
Trite herbigrada är en spindelart som först beskrevs av Arthur Urquhart 1889.  Trite herbigrada ingår i släktet Trite och familjen hoppspindlar. Inga underarter finns listade i Catalogue of Life.